# ساز بادی پرطنین
ساز بادی پرطنین (انگلیسی: Sounding Brass) یک مجموعه تلویزیونی کمدی بریتانیایی است که در سال ۱۹۸۰ از شبکهٔ آی‌تی‌وی پخش شد.

## بازیگران
- برایان گلاور
- گوئن تیلور
- فیلیپ جکسون
- استیون هنکاک